# London E-Prix
Der London E-Prix ist ein Automobilrennen der FIA-Formel-E-Weltmeisterschaft in London, Vereinigtes Königreich. Es wurde erstmals 2015 ausgetragen. Im Rahmen des London ePrix 2015 fand das zehnte und elfte Formel-E-Rennen statt, es war zudem das Saisonfinale der ersten Saison der Meisterschaft.

## Geschichte
Der London E-Prix wird auf einer eigens dafür errichteten temporären Rennstrecke im Battersea Park ausgetragen. Der erste London E-Prix wurde als Double-Header ausgetragen, das erste Rennen gewann Sébastien Buemi, das zweite Rennen Sam Bird.
Auch der zweite London E-Prix fand als Double-Header statt, Nicolas Prost gewann beide Rennen. Im Vorfeld der Veranstaltung einigten sich die Organisatoren der FIA-Formel-E-Meisterschaft mit Gegnern des Rennens außergerichtlich darauf, das vertraglich vorgesehene dritte Rennwochenende 2017 nicht durchzuführen.
Im Jahr 2021 kehrte das Rennen in den Rennkalender zurück, erneut als Double-Header. Ausgetragen wurde es nun jedoch auf einer neuen Rennstrecke im Exhibition Centre London, die durch eine der Messehallen führte. Die beiden Rennen gewannen Jake Dennis und Alex Lynn.

## Ergebnisse
| Auflage | Jahr    | Strecke                                      | Sieger                                             | Zweiter                                                   | Dritter                                              | Pole-Position                                  | Schnellste Runde                                   |
| ------- | ------- | -------------------------------------------- | -------------------------------------------------- | --------------------------------------------------------- | ---------------------------------------------------- | ---------------------------------------------- | -------------------------------------------------- |
| 1.1     | 2014/15 | Formel-E-Rennstrecke London (Battersea Park) | Sébastien Buemi (Team e.dams Renault)              | Jérôme D’Ambrosio (Dragon Racing Formula E Team)          | Jean-Éric Vergne (Andretti Autosport Formula E Team) | Sébastien Buemi (Team e.dams Renault)          | Lucas di Grassi (Audi Sport ABT Formula E Team)    |
| 1.2     | 2014/15 | Formel-E-Rennstrecke London (Battersea Park) | Sam Bird (Virgin Racing Formula E Team)            | Jérôme D’Ambrosio (Dragon Racing Formula E Team)          | Loïc Duval (Dragon Racing Formula E Team)            | Stéphane Sarrazin (Venturi Formula E Team)     | Sam Bird (Virgin Racing Formula E Team)            |
| 2.1     | 2015/16 | Formel-E-Rennstrecke London (Battersea Park) | Nicolas Prost (Renault e.dams)                     | Bruno Senna (Mahindra Racing)                             | Jean-Éric Vergne (DS Virgin Racing Formula E Team)   | Nicolas Prost (Renault e.dams)                 | Nelson Piquet jr. (NEXTEV TCR Formula E Team)      |
| 2.2     | 2015/16 | Formel-E-Rennstrecke London (Battersea Park) | Nicolas Prost (Renault e.dams)                     | Daniel Abt (ABT Schaeffler Audi Sport)                    | Jérôme D’Ambrosio (Dragon Racing)                    | Sébastien Buemi (Renault e.dams)               | Sébastien Buemi (Renault e.dams)                   |
| 3.1     | 2020/21 | Formel-E-Rennstrecke London (ExCeL)          | Jake Dennis (BMW i Andretti Motorsport)            | Nyck de Vries (Mercedes-EQ Formula E Team)                | Alex Lynn (Mahindra Racing)                          | Alex Lynn (Mahindra Racing)                    | Mitch Evans (Jaguar Racing)                        |
| 3.2     | 2020/21 | Formel-E-Rennstrecke London (ExCeL)          | Alex Lynn (Mahindra Racing)                        | Nyck de Vries (Mercedes-EQ Formula E Team)                | Mitch Evans (Jaguar Racing)                          | Stoffel Vandoorne (Mercedes-EQ Formula E Team) | Robin Frijns (Envision Virgin Racing)              |
| 4.1     | 2021/22 | Formel-E-Rennstrecke London (ExCeL)          | Jake Dennis (Avalanche Andretti Formula E)         | Stoffel Vandoorne (Mercedes-EQ Formula E Team)            | Nick Cassidy (Envision Racing)                       | Jake Dennis (Avalanche Andretti Formula E)     | Jake Dennis (Avalanche Andretti Formula E)         |
| 4.2     | 2021/22 | Formel-E-Rennstrecke London (ExCeL)          | Lucas di Grassi (ROKiT Venturi Racing)             | Jake Dennis (Avalanche Andretti Formula E)                | Nyck de Vries (Mercedes-EQ Formula E Team)           | Jake Dennis (Avalanche Andretti Formula E)     | Nick Cassidy (Envision Racing)                     |
| 5.1     | 2022/23 | Formel-E-Rennstrecke London (ExCeL)          | Mitch Evans (Jaguar TCS Racing)                    | António Félix da Costa (TAG Heuer Porsche Formula E Team) | Jake Dennis (Avalanche Andretti Formula E)           | Mitch Evans (Jaguar TCS Racing)                | Pascal Wehrlein (TAG Heuer Porsche Formula E Team) |
| 5.2     | 2022/23 | Formel-E-Rennstrecke London (ExCeL)          | Nick Cassidy (Envision Racing)                     | Mitch Evans (Jaguar TCS Racing)                           | Jake Dennis (Avalanche Andretti Formula E)           | Nick Cassidy (Envision Racing)                 | Jake Dennis (Avalanche Andretti Formula E)         |
| 6.1     | 2023/24 | Formel-E-Rennstrecke London (ExCeL)          | Pascal Wehrlein (TAG Heuer Porsche Formula E Team) | Mitch Evans (Jaguar TCS Racing)                           | Sébastien Buemi (Envision Racing)                    | Mitch Evans (Jaguar TCS Racing)                | Mitch Evans (Jaguar TCS Racing)                    |
| 6.2     | 2023/24 | Formel-E-Rennstrecke London (ExCeL)          | Oliver Rowland (Nissan)                            | Pascal Wehrlein (TAG Heuer Porsche Formula E Team)        | Mitch Evans (Jaguar TCS Racing)                      | Nick Cassidy (Jaguar TCS Racing)               | Jake Hughes (Neom McLaren Formula E Team)          |
| 7.1     | 2024/25 | Formel-E-Rennstrecke London (ExCeL)          | Nick Cassidy (Jaguar TCS Racing)                   | Nyck de Vries (Mahindra Racing)                           | Pascal Wehrlein (TAG Heuer Porsche Formula E Team)   | Mitch Evans (Jaguar TCS Racing)                | Taylor Barnard (Neom McLaren Formula E Team)       |
| 7.2     | 2024/25 | Formel-E-Rennstrecke London (ExCeL)          | Nick Cassidy (Jaguar TCS Racing)                   | Nyck de Vries (Mahindra Racing)                           | Sébastien Buemi (Envision Racing)                    | Daniel Ticktum (Cupra Kiro)                    | Nick Cassidy (Jaguar TCS Racing)                   |